# Joe Appiah
 (octobre 2018).
Si vous disposez d'ouvrages ou d'articles de référence ou si vous connaissez des sites web de qualité traitant du thème abordé ici, merci de compléter l'article en donnant les références utiles à sa vérifiabilité et en les liant à la section « Notes et références ».
Pour les articles homonymes, voir Appiah.
Joseph Emmanuel Appiah plus connu sur le nom de Joe Appiah né le 16 novembre 1918 à Kumasi et mort le 8 juillet 1990, à Accra est un avocat, politicien ghanéen.

## Biographie
Joe Appiah nait d'une famille importante de l'aristocratie du peuple Ashanti (Ghana). Il est fils d'un enseignant méthodiste. 
Il part étudier en Grande-Bretagne, et deviendra président de la West African Student's Union (WASU), une association d'étudiants de pays d'Afrique de l'Ouest qui étudiaient au Royaume-Uni. 
Il se marie en 1953 à Peggy Cripps, fille de Stafford Cripps, un lord du parti travailliste chancelier de l'échiquier dans la Grande-Bretagne d'après-guerre. Les mariés s'installent au Ghana pour le restant de leurs vies. 
Joe Appiah, d'abord proche de Kwame Nkrumah (il donne à son fils aîné le nom de Kwame en 1954), entre dans l'opposition politique contre ce dernier ; il est fait prisonnier pour des raisons politiques en 1961, avant d'être libéré fin 1962. 

Après le coup d'État aboutissant à la chute de Nkrumah en 1966, Appiah fut diplomate et représenta le Ghana aux Nations-Unies en 1977 et 1978. 